# Tasa (tributo)
Una tasa es un tributo cuyo hecho imponible consiste en la utilización privativa o el aprovechamiento especial del dominio público, la prestación de servicios o la realización de actividades en régimen de derecho público que se refieran, afecten o beneficien de modo particular al obligado tributario, cuando los servicios o actividades no sean de solicitud o recepción voluntaria para los obligados tributarios o no se presten por el sector privado.

## Distinción entre tasa y precio público
Entre los requisitos para modificar uno u otro. Un precio público es aquel que se paga por un servicio que presta el Estado en igualdad de condiciones con el sector privado y en régimen de derecho privado. Se entiende que los servicios se prestan en las actividades que se realizan en régimen de derecho privado, cuando se llevan a cabo mediante cualquiera de las formas previstas en la legislación administrativa para la gestión del servicio público y su titularidad corresponde a un ente público. El ejemplo clásico es el transporte público.
Según la legislación española, "se entenderá que los servicios se prestan o las actividades se realizan en régimen de derecho público cuando se lleven a cabo mediante cualquiera de las formas previstas en la legislación administrativa para la gestión del servicio público y su titularidad corresponda a un ente público"

## Arbitrios Municipales
Los Arbitrios Municipales son una contraprestación por la prestación de un servicio público por parte de las Municipalidades, es decir, son aquellas tasas que se pagan por la prestación, mantenimiento del servicio público, individualizado en el contribuyente.

## Las clases de arbitrios que existen son
Arbitrios de limpieza pública: Comprende el servicio de recolección domiciliaria de residuos sólidos, barrido de calles, avenidas, pistas y áreas de beneficio público. Comprende además el servicio de transporte y disposición final de residuos sólidos.
Arbitrio de Parques y Jardines Públicos: El arbitrio de Parques y Jardines Públicos, comprende el cobro de los servicios de implementación, recuperación, mantenimiento y mejoras de Parques y Jardines de uso y dominio público, recolección de maleza de origen público, transporte y disposición final.
Arbitrio de Serenazgo: El arbitrio de Serenazgo comprende el cobro de los servicios por el mantenimiento y mejora del servicio de vigilancia pública y atención de emergencias, en procura de la seguridad ciudadana.

## Impuesto Alcabala
El impuesto de Alcabala grava las transferencias de inmuebles urbanos y rústicos, a título oneroso o gratuito, cualquiera sea su forma o modalidad, incluyendo las ventas con reserva de dominio. Los notarios y registradores públicos le solicitarán la constancia de haber cancelado el impuesto de Alcabala. Es requisito indispensable para formalizar mediante escritura pública la transferencia, así como para su inscripción en los registros públicos.

## Pago
En España las tasas pueden pagarse por vía telemática, de acuerdo con la Orden HAC/729/2003 del 28 de marzo de 2003.